# ممات
المُمات في اللغة هو ما كان مستعملا من ألفاظ اللغة ثم أميت لعلة. الممات اصطلاح عربي يشترك مع مصطلحات أخرى في المعنى، وله ملحقات به تتشابه معه في الدلالة.

## مصطلحات الممات

### ممات
الممات وهو ما كان مستعملا من ألفاظ اللغة، ثم أميت بالهجر، أو التطور اللغوي، أو النهي عن استعماله، فاستغنت عنه اللغة تماما، كأسماء الأيام والشهور القديمة، وبعض الألفاظ الجاهلية التي زالت لزوال معانيها أو لنهي الإسلام عن استعمالها.
من أقدم من ذكر هذا المصطلح بهذا المعنى الفراهيدي في مواضع متعددة من كتاب العين ومنها قوله «عندأوة: فعللوة، والأصل أميت فعله». وروي عن الكسائي قوله «محبوب: من حببت، وكأنها لغة قد ماتت».

### مهجور
المهجور من أسباب ثراء اللغة العربية وغناها حسب صبحي الصالح، فهو يقول «أن المهجور في الاستعمال من ألفاظها كُتِبَ له البقاء، فإلى جانب الكلمات المستعملة كان مدوِّنو المعجمات يسجِلون الكلمات المهجورة، وما هُجر في زمان معيَن كان قبلُ مستعملاً في عصر من العصور، أو كان لهجة لقبيلة خاصة انقرضت أو غلبتها لهجة أخرى منها، وهجران اللفظ ليس كافيا لإماتته؛ لأنَ من الممكن إحياؤه بتجديد استعماله».
بعض الأقيسة العربية المهجورة يدخل في باب الممات، ومن ذلك وجود صيغ مزيدة بحرف في أولها هُجر الثلاثي منها، ومثل ذلك الصيغُ التي نشأت بزيادة حرف بعد فاء الكلمة، أو بعد عينها.

### متروك
المتروك هو ما ترك واستغنت عنه اللغة تماما فمات وحلت محله ألفاظ أخرى جديدة، كأسماء الأيام والشهور في الجاهلية. فالمتروك مصطلح مرادف للممات ويعرفه السيوطي بقوله إنه «ما كان قديما من اللغات ثم ترك واستعمل غيره». قال ابن دريد «وكان أبو عمرو بن العلاء يقول: ‹مضَّني: كلام قديم قد ترك، كأنه أراد أن أمضني هو المستعمل›».

### عقمي
العُقمي هو ما دَرَس من الكلام وذهب أثره، أو الغريب الذي لا يكاد يُعرف. قال ابن سيده: «كلام عُقمي: قديم قد درس؛ عن ثعلب. وسَمِعَ رجلٌ رجلاً يتكلم، فقال: هذا عقمي الكلام: أي قديم الكلام». قال الأزهري «وقال ابن شُميل ‹إنه لعالم بعقمي الكلام وعُقبي الكلام، وهو غامض الكلام الذي لا يعرفه الناس، وهو مثل النوادر›».
وقال أبو عمرو «سألت رجلاً من هُذيل عن حرف غريب، فقال: هذا كلام عُقمِي، يعني أنه من كلام الجاهلية، لا يعرف اليوم».

### استغناء
المستغنى عنه من اللفظ ما أميت واستغني عنه بلفظ آخر، وقد أكثر سيبويه من استعماله، فمنه قوله «إن العرب استغنت بِتَرَكتُ عن وَدَعتُ، وباشتد عن شَدُد، وباحمار عن حَمِرَ، وباستنوك عن نَوِك».

### انقراض
المنقرض والبائد من الألفاظ هو ما هجر فزال من الاستعمال واندثر، كأسماء الأيام والشهور في الجاهلية، وهذا من اصطلاحات المعاصرين.

### بلى الألفاظ
بلى الألفاظ، من مصطلحات رمضان عبد التواب، يقصد به إماتة اللفظ شيئا فشيئا أثناء تطوره من صورة إلى أخرى، بمعنى تلاشي الألفاظ وفنائها ونشوء غيرها في حياة اللغة.

### ركام لغوي
الرُكام اللُغوي كما يقول رمضان عبد التواب «بقايا للظواهر اللغوية المندثرة في اللغة، غير أن الظاهرة اللغوية الجديدة لا تمحو الظاهرة القديمة بين يوم وليلة، بل تسير معها جنبا إلى جنب مدة من الزمن قد تطول وقد تقصر، وهي حين تتغلب عليها لا تقضي على كل أفرادها قضاء مبرما، بل يتبقى منها بعض الأمثلة التي تصارع الدهر وتبقى على مر الزمن».

### بقية أثرية
البقايا الأثرية من مصطلحات الرافعي، وهو يريد بالبقايا الأثرية ما أراده علماء اللغة أنفسهم بمصطلحات المتروك والممات والمنكر، ومثل له بما مثلوا له في هذه المصطلحات الثلاثة.

### كلمة تاريخية
الكلمات التاريخية هي الكلمات التي تزول من الاستعمال لزوال مدلولاتها واندثارها، وذكر هذا المصطلح اللغوي الفرنسي أرسن درمستتر في قوله: «إن الكلمات التي تخرج من الاستعمال مع الأشياء التي نعبر عنها تندثر لأسباب تاريخية، ويمكن أن نسميها بالكلمات التاريخية»، ومثل لها بالأسلحة، والمعدات، والعملات، والقوانين، والأحداث الاجتماعية، التي سادت في عصر ثم زالت لزوال تلك المدلولات. ويقول أيضا: فالكلمات التاريخية هي تلك التي لم يعد لها تاريخ. 

### مهمل
المهمل من المصطلحات التي قد تلتبس بالممات، وليس هو مما يرادف الممات في دلالته، والفرق بينهما كبير. فالمهمل من الألفاظ هو ما لم يستعمل في الأصل اللغوي مما تحتمله قسمة التركيب في بعض الأصول اللغوية المتصورة أو المستعملة، وأكثره مهمل للاستثقال لتقارب حروفه نحو: سص وظث وثظ، ومقلوبات خرع وهكع وخشع وخضع وهو كثير في الفعل الثلاثي، وأكثر في الرباعي، وكثير جدا في الخماسي؛ إذ تأتلف من الخماسي نحو سفرجل عشرون ومائة أصلٍ يحتملها التقليب أهملت جميعا سوى سفرجل، وكذلك في فرزدق وجحمرش. فالمهمل في العربية أكثر من المستعمل، ومع ذلك فالمستعمل كثير، وهذا يدل على الطاقة الكبيرة للعربية.

## ملحقات الممات
من المصطلحات التي تلحق بالممات أو تدل على ألفاظ في طريقها إلى الانقراض، أو مما يتصل بفصاحة اللفظ:

### ضعيف
الضعيف هو «ما انحط عن درجة الفصيح» كقولهم للضفدع خُندَع، ولغلاف القارورة أو غطاء الرأس برصوم، وللقصير بُعقُوط، وللبعوض الطَيثار، وللرخو بَخو.

### منكر
المنكر أقل درجة من الضعيف؛ بحيث أنكره بعض أئمة اللغة، ولم يعرفه، كقولهم بَلَقُ الدابة وهو سواد وبياض.

### غريب
الغريب والحوشي والنادر والشارد — مصطلحات متقاربة، وكلها خلاف الفصيح. الغريب اسم شامل لها، ويقصد به الذي لا يكاد يعرف من الألفاظ.
فالحوشي من الكلام: ما نفّر عن السمع، كأنه منسوب إلى الحُوش؛ وهي بقايا إبل وَبَار بأرض قد غلبت عليها الجن، كما يزعمون.
ويحمل النادر والشارد على ما في الغريب والحوشي من معنى، وهي الألفاظ القليلة الاستعمال التي توشك أن تهجر فتموت. ومن ذلك: البَرت: الرجل الدليل، والحَرش: الأثر، والعَيقَة: ساحل البحر، والوَبيل: الحُزمة من الحطب.

### رديء
الرديء والمذموم والقبيح والخبيث والمرذول والمرغوب عنه — كل ذلك من اللغات، وهو أقبحها وأنزلها درجة؛ مثل الكشكشة، والعنعنة، والفحفحة، والاستنطاء.